# Constantino Sobieski
Constantino Ladislau Sobieski (em polonês/polaco:  Konstanty Władysław Sobieski; 1 de maio de 1680 – 28 de fevereiro de 1726) foi um príncipe Polaco (português europeu) ou Polonês (português brasileiro), político, diplomata e estudioso. Era filho de João III Sobieski, Rei da Polónia, e de sua mulher, Maria Casimira Luísa de La Grange d'Arquien. Rm 1708 casou com Maria Josefa Wessel.

## Início de vida e carreira
Constantino Ladislau Sobieski era o filho mais novo do rei João III Sobieski. O seu primeiro tutor foi o jesuíta Karlo Mauricio Vota. Mais tarde o seu professor foi Remigian Suszycki da Universidade Jaguelónica e o "chevelier de Neufmaison", que o introduziu nas artes militares. Constantino também aprendeu Italiano e Francês.
Após a morte do rei, seu pai, ele quase sempre acompanhou a sua mãe e o seu irmão Alexandre. Em 1698, após as partilhas da herança do seu pai, Constantino recebeu entre outras, três notáveis patrimónios: a propriedade de Zhovkva, o Palácio Wilanów e o Palácio Kazimierz, em Varsóvia. No decurso da sua estadia em Roma, a rainha Maria Casimira planeou obter o barrete cardinalício para Constantino. As suas intenções foram frustradas pelo comportamento desinibido do príncipe que, enquanto visitava a sua mãe em 1701, envolveu-se numa relação com Tolla, uma beldade romana, que também era adorada pelo duque Gaetano Sforza, que a fedeu em frente à mansão dos Sobieski, ação pela qual ele, mais tarde, formalmente se desculpou. Nos primeiros anos da Grande Guerra do Norte, Constantino apoiou a tentativa do seu irmão Jaime em subir ao trono da Polónia. Em fevereiro de 1704 ambos os irmãos foram raptados e encarcerados por ordens de Augusto II, o Forte. Em 1706 foram libertados pelo vitorioso Carlos XII da Suécia.

## Política, romances e vida adulta
Em novembro de 1708, inesperadamente, Constantino casou, em Gdańsk, com Maria Josefa Wessel, que provavelmente ele conhecia desde a infância. Ele ofereceu à sua noiva um contrato vitalício patrimonial, dificultado pelas tentativas subsequentes da família Sobieski, que viam a relação como uma falsa aliança, e que procuraram anular o casamento. Em dezembro, o príncipe já abandonara a mulher, deixando-a em Gdańsk, e na primavera de 1709, acompanhou Estanislau I à região de Lemberga, onde conheceu Elżbieta Sieniawska, a mulher dum hetman, que acreditava que caso a situação política prevalecesse a eleição de Constantino seria preferível ao regresso ao trono de Augusto II. Nos anos subsequentes, o príncipe frequentemente permanecia nas propriedades do irmão em Olawa, Breslávia e Zhovkva.

### Morte
Sofrendo de reumatismo e seriamente endividado, em 1725, Constantino fez inesperadas correções com a sua mulher, que lhe oferecia ajuda financeira e que o trouxe de Breslávia para Żółkiew, onde ele viria a morrer sendo sepultado na igreja paroquial de S. Lourenço, de Zhovkva. A residência de Zhovkva deve aos Sobieski a sua impressionante coleção artística e extensa biblioteca.

## Ascendência
|  |                                             |  |  |  |  |  |  |  |  |  |  |  |  |
|  | Marco Sobieski                              |  |  |  |  |  |  |  |  |  |  |  |  |
|  |                                             |  |  |  |  |  |  |  |  |  |  |  |  |
|  |                                             |  |  |  |  |  |  |  |  |  |  |  |  |
|  | Jaime Sobieski                              |  |  |  |  |  |  |  |  |  |  |  |  |
|  |                                             |  |  |  |  |  |  |  |  |  |  |  |  |
|  |                                             |  |  |  |  |  |  |  |  |  |  |  |  |
|  | Jadwiga Snopkowska                          |  |  |  |  |  |  |  |  |  |  |  |  |
|  |                                             |  |  |  |  |  |  |  |  |  |  |  |  |
|  |                                             |  |  |  |  |  |  |  |  |  |  |  |  |
|  | João III Sobieski                           |  |  |  |  |  |  |  |  |  |  |  |  |
|  |                                             |  |  |  |  |  |  |  |  |  |  |  |  |
|  |                                             |  |  |  |  |  |  |  |  |  |  |  |  |
|  | Jan Daniłowicz                              |  |  |  |  |  |  |  |  |  |  |  |  |
|  |                                             |  |  |  |  |  |  |  |  |  |  |  |  |
|  |                                             |  |  |  |  |  |  |  |  |  |  |  |  |
|  | Sofia Teofila Daniłowicz                    |  |  |  |  |  |  |  |  |  |  |  |  |
|  |                                             |  |  |  |  |  |  |  |  |  |  |  |  |
|  |                                             |  |  |  |  |  |  |  |  |  |  |  |  |
|  | Sofia Żółkiewska                            |  |  |  |  |  |  |  |  |  |  |  |  |
|  |                                             |  |  |  |  |  |  |  |  |  |  |  |  |
|  |                                             |  |  |  |  |  |  |  |  |  |  |  |  |
|  | Constantino Ladislau Sobieski               |  |  |  |  |  |  |  |  |  |  |  |  |
|  |                                             |  |  |  |  |  |  |  |  |  |  |  |  |
|  |                                             |  |  |  |  |  |  |  |  |  |  |  |  |
|  | Antoine de La Grange d'Arquien              |  |  |  |  |  |  |  |  |  |  |  |  |
|  |                                             |  |  |  |  |  |  |  |  |  |  |  |  |
|  |                                             |  |  |  |  |  |  |  |  |  |  |  |  |
|  | Henri Albert de La Grange d'Arquien]]       |  |  |  |  |  |  |  |  |  |  |  |  |
|  |                                             |  |  |  |  |  |  |  |  |  |  |  |  |
|  |                                             |  |  |  |  |  |  |  |  |  |  |  |  |
|  | Anne d'Ancienville                          |  |  |  |  |  |  |  |  |  |  |  |  |
|  |                                             |  |  |  |  |  |  |  |  |  |  |  |  |
|  |                                             |  |  |  |  |  |  |  |  |  |  |  |  |
|  | Maria Casimira Luísa de La Grange d'Arquien |  |  |  |  |  |  |  |  |  |  |  |  |
|  |                                             |  |  |  |  |  |  |  |  |  |  |  |  |
|  |                                             |  |  |  |  |  |  |  |  |  |  |  |  |
|  | Baptiste de La Châtre of Bruillebault       |  |  |  |  |  |  |  |  |  |  |  |  |
|  |                                             |  |  |  |  |  |  |  |  |  |  |  |  |
|  |                                             |  |  |  |  |  |  |  |  |  |  |  |  |
|  | Françoise de La Châtre                      |  |  |  |  |  |  |  |  |  |  |  |  |
|  |                                             |  |  |  |  |  |  |  |  |  |  |  |  |
|  |                                             |  |  |  |  |  |  |  |  |  |  |  |  |
|  | Gabrielle Lamy                              |  |  |  |  |  |  |  |  |  |  |  |  |
|  |                                             |  |  |  |  |  |  |  |  |  |  |  |  |
|  |                                             |  |  |  |  |  |  |  |  |  |  |  |  |